# هملت (کارولینای شمالی)
هملت (به انگلیسی: Hamlet) شهری در ایالت کارولینای شمالی کشور ایالات متحده آمریکا است که جمعیت آن در سرشماری سال ۲۰۱۰ میلادی، ۶٬۴۹۵ نفر بوده‌است.